# Mittelmeerspiele 1997
Die Mittelmeerspiele 1997 (offiziell: XIII. Mittelmeerspiele) fanden vom 16. Juni bis 27. Juni 1993 in der italienischen Stadt Bari statt.

## Teilnehmende Nationen
Es nahmen 21 Nationen teil, die insgesamt 2956 Athleten (darunter 2166 Männer und 790 Frauen) entsandten. Die Anzahl der Teilnehmer ist in Klammern angegeben.
- Ägypten (41)
- Albanien (79)
- Algerien (116)
- Bosnien und Herzegowina (68)
- Frankreich (192)
- Griechenland (218)
- Italien (276)
- Kroatien (171)
- BR Jugoslawien (146)
- Libanon (36)
- Libyen (40)
- Malta (11)
- Marokko (65)
- Monaco (11)
- San Marino (34)
- Slowenien (131)
- Spanien (227)
- Syrien (21)
- Tunesien (65)
- Türkei (178)
- Zypern (40)

## Sportarten und Wettbewerbe
Das Programm der XIII. Mittelmeerspiele umfasste 26 Sportarten mit 221 Wettbewerben.
- Basketball
- Bogenschießen
- Boule
- Boxen
- Fechten
- Fußball
- Gewichtheben
- Golf
- Handball
- Judo
- Kanu
- Karate
- Leichtathletik
- Radsport
- Reitsport
- Ringen
- Rudern
- Schießen
- Schwimmen
- Segeln
- Tennis
- Tischtennis
- Turnen
- Volleyball
- Wasserball
- Wasserspringen

## Austragungsorte
Die sportlichen Wettkämpfe fanden in Bari und an anderen Orten der Region Apulien statt.
| Bari - Stadio San Nicola: Leichtathletik, Fußball - PalaFlorio: Basketball, Turnen, Volleyball - Palestra ex Gil: Boxen - Stadio del nuoto (piscina comunale): Schwimmen, Wasserspringen - Stadio della Vittoria: Reitsport - Fiera del Levante: Boule, Gewichtheben, Ringen, Judo, Karate - Bacino Nautico C.U.S.: Rudern - Circolo della Vela: Segeln - Circolo Tennis: Tennis - Poligono di Tiro Scuola Allievi Guardia di Finanza: Schießen - Circolo Canottieri Barion: Kanu, Schwimmen - Campo Scuola Bellavista: Bogenschießen Andria - Stadio degli Ulivi: Fußball - Palazzetto dello Sport: Volleyball Barletta - Stadio Cosimo Puttilli: Fußball Bisceglie - Stadio Gustavo Ventura: Fußball - PalaDolmen: Volleyball Brindisi - Stadio Franco Fanuzzi: Fußball - Palazzetto dello Sport: Basketball | Conversano - Pala San Giacomo: Handball Fasano - Campo di tiro Signora Pulita: Schießen Foggia - Stadio Pino Zaccheria: Fußball Lecce - Stadio Via del Mare: Fußball - Circuito cittadino: Radsport Mola di Bari - Palazzetto dello Sport: Handball Molfetta - Palazzetto dello Sport: Tischtennis Ruvo di Puglia - Palazzetto dello Sport: Basketball Santeramo in Colle - Palazzetto dello Sport: Volleyball Taranto - Stadio Erasmo Iacovone: Fußball - Hotel Turspor: Tischtennis Trani - Stadio San Nicola Pellegrino: Fußball |

## Medaillenspiegel
| Platz  | Land                    | Gold | Silber | Bronze | Gesamt |
| ------ | ----------------------- | ---- | ------ | ------ | ------ |
| 01     | Italien                 | 76   | 62     | 55     | 193    |
| 02     | Frankreich              | 55   | 44     | 47     | 146    |
| 03     | Türkei                  | 28   | 16     | 21     | 65     |
| 04     | Spanien                 | 18   | 30     | 47     | 95     |
| 05     | Griechenland            | 19   | 22     | 21     | 62     |
| 06     | Kroatien                | 6    | 16     | 10     | 32     |
| 07     | Algerien                | 6    | 8      | 8      | 22     |
| 08     | Slowenien               | 5    | 8      | 10     | 23     |
| 09     | BR Jugoslawien          | 5    | 4      | 13     | 22     |
| 10     | Marokko                 | 5    | 4      | 9      | 18     |
| 11     | Ägypten                 | 3    | 6      | 10     | 19     |
| 12     | Tunesien                | 2    | 3      | 9      | 14     |
| 13     | Syrien                  | 2    | 1      | 2      | 5      |
| 14     | Zypern                  | —    | 3      | 4      | 7      |
| 15     | Albanien                | —    | 1      | 1      | 2      |
| 16     | Malta                   | —    | 1      | 1      | 2      |
| 17     | Bosnien und Herzegowina | —    | 1      | 1      | 2      |
| 18     | San Marino              | —    | 1      | —      | 1      |
| Gesamt | Gesamt                  | 230  | 231    | 269    | 730    |